# Jingrun Chen
Jingrun Chen (xinès: 陈景润)  (Fuzhou, 22 de maig de 1933 - Pequín, 19 de març de 1996) va ser un matemàtic xinès.

## Vida i Obra
Chen va néixer a Fuzhou durant la Guerra Civil xinesa, tercer d'una família humil de dotze germans. Quan tenia quatre anys va esclatar la Segona Guerra sino-japonesa i els japonesos van ocupar Fuzhou i tota la província de Fujian, mentre el seu pare que era empleat de correus va ser destinat a Sanyuan, a prop de la muntanya. La infància i adolescència de Chen no va ser, doncs, fàcil, enmig dels bombardejos i la devastació de les guerres.
En acabar la guerra, la família va retornar a Fuzhou on Chen va acabar els seus estudis secundaris i, després, va fer un curs pre-universitari durant el qual es va apassionar per les matemàtiques i, en particular, per la conjectura de Goldbach. El 1949 va ser admès en la universitat de Xiamen en la qual es va graduar el 1953. A continuació va ser professor de matemàtiques de nivell infantil a una escola de Pequín, però en no agradar-li aquesta mena de docència h va arreglar per a tornar a Xiamen con bibliotecari de la universitat. El 1956 va conèixer Hua Luogeng qui havia anat a donar una conferència a Xiamen i es va convertir en el deixeble protegit del professor Luogeng.

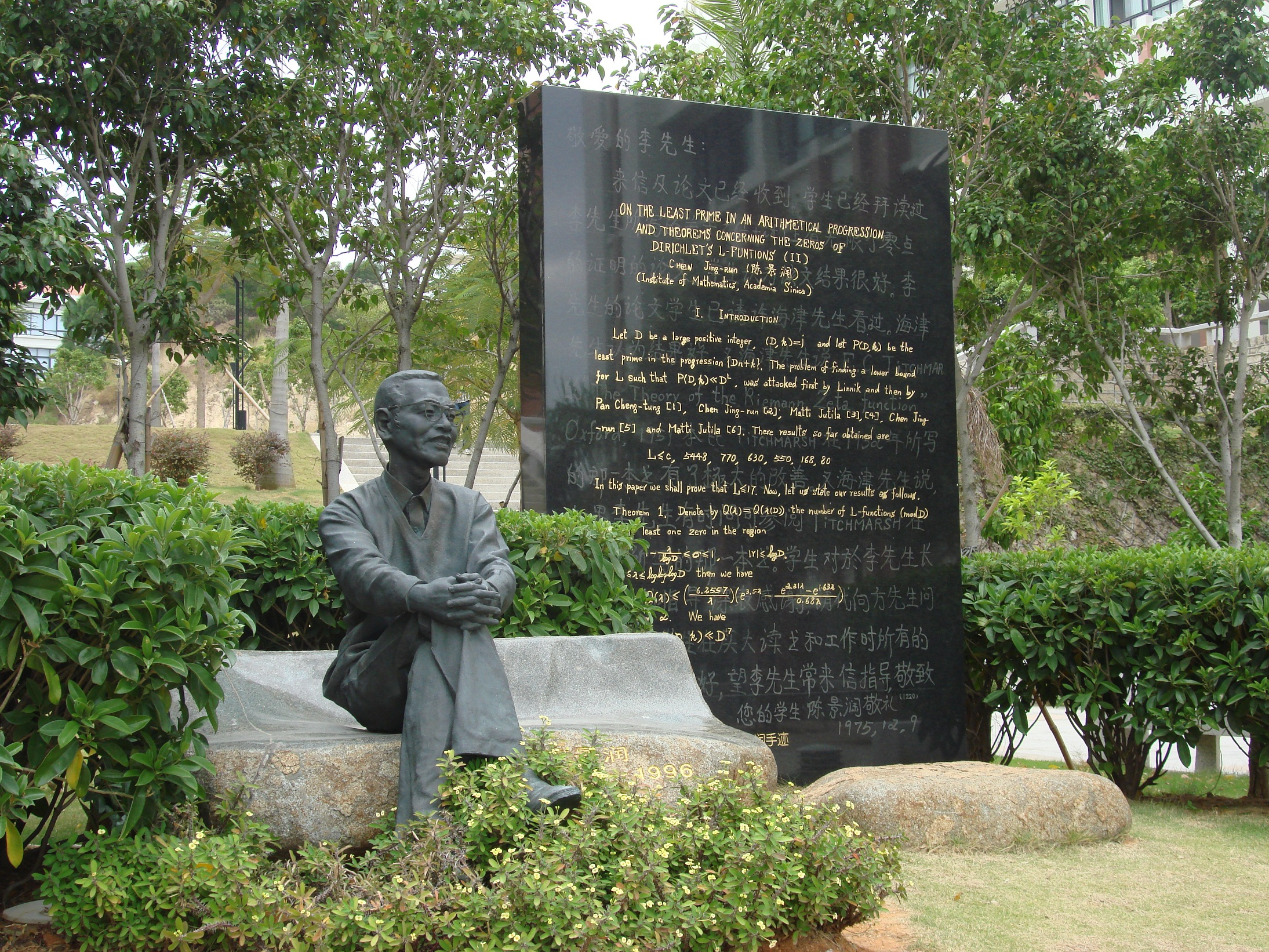
Estatua de Jingrun Chen a la Universitat de Xiamen

A partir de 1957 va ser assistent de Luogeng a l'Institut de matemàtiques de l'Acadèmia Xinesa de Ciències, però el 1966 tan ell com el seu mestre van ser destituïts amb motiu de la Revolució Cultural que pretenia anorrear qualsevol vestigi d'intel·lectualitat. Els següents cinc anys es va veure obligat a fer treballs físics, sense cap contacte amb la seva especialitat. El 1971 les condicions es van relaxar, el 1976 va ser reconegut com un "heroi nacional" i, finalment, el 1980 va ser nomenat membre de l'Acadèmia de Ciències.
Malauradament, el 1984 va patir un greu accident de bicicleta i, pocs mesos després, va patir, novament, un fort cop al cap. Arrel d'aquests accidents se li va diagnosticar la malaltia de Parkinson i va restar apartat de la vida acadèmica durant molts anys. Tot i que va poder retornar a l'Acadèmia, les seves capacitats estaven molt minvades. En els seus darrers anys, els seus alumnes van signar diversos articles amb el seu nom com a coautor sense que es conegui el seu grau de participació.
Chen, com el seu mestre, va ser un especialista en teoria de nombres i és recordat sobre tot pels seus treballs sobre la conjectura de Goldbach. També son notables les seves aportaciones sobre nombres primers bessons i el conegut com teorema de Chen (1966, amb demostració completa el 1973) que estableix que tot nombre parell prou gran pot ser expressat o com a suma de dos nombres primers o com a suma d'un primer i un semi-primer.